# Aplomyopsis polita
Aplomyopsis polita är en tvåvingeart som först beskrevs av Daniel William Coquillett 1897.  Aplomyopsis polita ingår i släktet Aplomyopsis och familjen parasitflugor. Inga underarter finns listade i Catalogue of Life.